# Sterlina libica
La sterlina (in arabo جنيه, junieh) è stata la valuta della Libia tra il 1951 ed il 1971. La sterlina era divisa in 100 piastre (قرش, qirsh) o 1000 millieme (مليم).

## Storia
Quando la Libia faceva parte dell'Impero ottomano nel paese si usavano le monete ottomane, come il qirsh. Fino al 1844 ci furono anche delle coniazioni ad uso locale.
Dopo la conquista del paese da parte dell'Italia nel 1911, fu introdotta la lira. 
Nel 1943 la Libia fu divisa in due territori sotto mandato francese e britannico. Nel mandato francese fu usato il franco algerino, mentre nel mandato britannico fu usata la lira tripolitana emessa dalla "Military Authority in Tripolitania".
Quando la Libia conquistò l'indipendenza nel 1951, fu introdotta la sterlina libica (arabo جنيه, junieh), che sostituì il franco e la lira con i cambi di 1 sterlina = 480 lire = 980 franchi; era divisa in 100 piastre (قرش, qirsh) e 1000 millieme (مليم).
La sterlina libica aveva lo stesso valore della sterlina britannica.
La sterlina fu sostituita alla pari dal dinaro nel 1971 dopo la rivoluzione.

## Monete
Nel 1952 furono emesse monete da 1, 2 e 5 millieme, da 1 2 piastre. Nel 1965 fu emessa una seconda serie di monete con i valori da 1, 5, 10, 20, 50 e 100 millieme. Queste monete continuarono a circolare dopo il 1971 poiché non furono coniate monete fino al 1975.

## Banconote
Nel 1951 il governo emise banconote con i tagli da 5 e 10 piastre e da ¼, ½, 1, 5 e 10 sterline. Nel 1959 la National Bank of Libya divenne responsabile dell'emissione della carta moneta con i tagli da ½, 1, 5 e 10 sterline. Nel 1963 la Bank of Libya sostituì la National Bank ed emise banconote con gli stessi valori.